# 任钟晳
任钟晳（：／ Im Jong-seok，1966年4月25日—），韓國自由派政治人物，文在寅總統的首任總統秘書室長。
曾任前首尔市长朴元淳主责政治事务的副市长，並曾担任过两届国会议员，亦出任过民主党秘书长。
任鍾皙曾活躍於80年代民主运动，是當時出名的學生意見領袖。1989年担任全国学生代表委员会主席時，因协助林秀卿违反国家安全法未经授权访问朝鲜而被判入狱三年半。